# 人参王国
《人参王国》是1997年中国中央电视台动画部推出的52集剪纸電視动画系列片，于1997年7月28日在中国中央电视台《动画城》栏目中首播。該動畫片是根据王德富中篇童话《怪兽哥们奇遇记》和《三栖怪孩》改编而成。同时，王德富也是该剧的编剧之一。

## 本作概要
该片每集播放时间较短,集数过多,每集12分钟左右。本片采用了剪纸图片以及水墨画的经典复古式风格来制作，画风在90年代来说已经很唯美了，很值得回味的一部经典水墨画动画片。

## 内容梗概
人参国的镇国之宝—两粒红色的人参籽在人参国的庆典上展示时遭到各个王国的注意，之后这件镇国之宝被其它王国施计给盗走了。人参国的子民们为找到并夺回宝物与其它王国作着不懈的斗争，最终站在正义的一方打败了邪恶怪兽，夺回了镇国之宝，获得了胜利。

## 登场角色
小参娃
人参王国的小王子。他非常得机智勇敢，为了夺回镇国之宝奋力与敌人作斗争。
红参女
人参王国的第一公主，俗称为“红参姐”。是人参王国中的复古型美女。可自如操纵火焰的力量，主要武器为双剑、红绫缎带与避火针，还能放出追踪火追击敌人。战斗力比雪参妹较为弱些，必杀技是用带火的双剑交合而成的火龙将敌人烧焦的“烈火交龙剑”。印象色是红色。
雪参女
人参王国的第二公主，俗称为“雪参妹”。是人参王国中最具有女战士型风格的参女。可自如操纵冰雪的力量。主要武器是双剑，战斗力较强，必杀技是用双剑放出的暴风雪将敌人彻底冰冻的“冰风利雪剑”、“利剑狂风”以及用双剑放射出防护罩的“雪剑冰封”。印象色是蓝色。
龙参
人参王国的大王子。有一条类似于龙尾的尾巴。
参王
人参王国的老国王。
鹤狐参
鸭狐参
猫头鹰
啄木鸟
七星鱼
熊皮王
雕王
棕雕
白雕
喇蛄精
蝴蝶精
鱼母
守山蛇
鸡冠蛇
天池怪兽

## 制作人员
- 监制：苏锋、姜兴坤、赵锋佩
- 制作人：梁晓涛、李小健
- 策划：刘卫明、王权、田忠义
- 制片人：赵欣、王翰凤
- 统筹：霍娜、王强、王佳娜
- 编剧：王德富、宫玉春
- 总导演：王强
- 执行导演：段炼、何云
- 美术设计：赵丁
- 作曲：李戈
- 作词：刘卫明、王强
- 录音：罗怀伦、顾克坚
- 协作制作集团：吉林电视台、先声影视动画制作有限公司、蒲公英动画影视制作中心
- 出品集团：中央电视台动画部、永恒影视传播有限公司

## 每集标题
第一回 人参国庆典 镇国宝遭劫
第二回 鬼雕王掉包 傻熊罴藏宝
第三回 参娃寻国宝 熊罴耍憨威
第四回 轻信水族国 水陆争斗急
第五回 毒蛇逞凶顽 参国屡遭难
第六回 小树螨称帅 啄木鸟报恩
第七回 啄木鸟遇难 蝴蝶精显形
第八回 勇破蝴蝶阵 智擒猫头鹰
第九回 冲出恐怖林 力闯悬崖洞
第十回 贼雕要做王 熊罴想称霸
第十一回 熊罴暗偷宝 喽罗遭祸殃
第十二回 鸡冠蛇献宝 熊罴王暴病
第十三回 獾子诚求药 参王送真情
第十四回 熊罴假设宴 侍卫真报恩
第十五回 贼棕雕断爪 参姐弟被困
第十六回 众生灵救火 红参女遇难
第十七回 雪女闯冰洞 恶蛇耍刁蛮
第十八回 参蛇大恶战 技穷献冰片
第十九回 雪女得冰片 雕王暗藏宝
第二十回 鱼母受重伤 参娃寻良药
第二十一回 参娃闯三关 冠蛇探国宝
第二十二回 两面耍奸计 冠蛇险丧命
第二十三回 冠蛇心不死 鸭狐巧设计
第二十四回 七星鱼中计 猫头鹰揭谜
第二十五回 参娃闯迷宫 龙参探雕穴
第二十六回 迷宫会群妖 恶蛇斗双雕
第二十七回 雕王藏宝难 巧使连环计
第二十八回 蛇精难献宝 怪兽逞凶顽
第二十九回 参王救熊罴 鸭狐巧斗蛇
第三十回 鸭狐戏恶蛇 参娃耍群雕
第三十一回 群仙探国宝 贼王暗勾结
第三十二回 参娃明斗雕 熊罴暗盗宝
第三十三回 熊罴傻争斗 雕王耍诡计
第三十四回 熊罴设国宴 喇蛄施魔法
第三十五回 沉底河遇难 变化林被围
第三十六回 蝲蛄精被困 小参娃解围
第三十七回 姐弟战群雕 参娃斗熊罴
第三十八回 参娃巧胜熊 参鸟戏耍雕
第三十九回 暗藏镇国宝 心乱傻熊罴
第四十回 雕王困石中 双雕自相争
第四十一回 内挖藏宝洞 外争锁宝绳
第四十二回 雕王平内乱 熊罴设机关
第四十三回 姐妹佯攻洞 参娃暗闯关
第四十四回 群雄大争斗 冠蛇偶得宝
第四十五回 群雄大联合 初战天池兽
第四十六回 群雄齐献策 二战天池兽
第四十七回 群雄再遇险 雪女解危难
第四十八回 群雄同对敌 分兵战恶魔
第四十九回 神兵闯险关 冠蛇投参国
第五十回 鸡冠蛇报恩 天池兽中计
第五十一回 参娃救参母 龙参战恶魔
第五十二回 正义胜邪恶 国宝返家园